# J'haïs les bébés
 (juillet 2014).
J'haïs les bébés est un roman noir de l'auteur québécois François Barcelo, publié en 2012 par les éditions Coups de tête. Il est le second roman de la série "J'haïs..." après "J'haïs le hockey" de François Barcelo. Les thèmes du livre sont basés sur la cruauté et l'infanticide.
Après plus de vingt ans de réclusion, Viviane Montour, une quinquagénaire asociale vient à peine de revoir ses enfants, qui sont maintenant adultes. Elle décide d'aller passer la période des fêtes de fin d'année à Percé en Gaspésie en toute solitude afin d'éviter de s'occuper du bébé de son fils Alexandre. Le soir de Noël, elle découvre en ouvrant la porte de sa chambre de motel un panier dans lequel un nouveau-né se trouve ; elle pense qu'il s'agit du bébé de sa fille Véronique, qui vient d'accoucher. Viviane ne cache pas sa haine envers les bébés. Au lieu de garder l'enfant, elle songe de le débarrasser de ses propres moyens sans éveiller les soupçons de tous afin de retrouver la paix et la tranquillité.

## Résumé
- Au début du roman, Viviane évoque les sentiments de haine que peut causer un bébé qui n'arrête pas de pleurer durant un voyage en avion, dérangeant les autres passagers et les membres d'équipage.
- Au début de la période des fêtes, Viviane fait croire à ses deux enfants qu'elle passerait ses vacances en République dominicaine, mais elle a menti ; au lieu d'aller aux Antilles en avion, elle se rendit à Percé en voiture.
- À sa grande surprise, elle découvre sur le perron de sa cabane un colis avec un bébé à l'intérieur le soir de Noël, avec une note laissée pour la faire croire qu'il s'agit de son petit fils qui a été abandonné par sa fille cadette Véronique.
- Au début, elle tente de donner le bébé à quelqu'un d'autre, mais par crainte d'éveiller les soupçons par les autorités, elle décide de plutôt commettre un meurtre parfait.
- Viviane a déjà été veuve deux fois ; son premier mari a succombé à un empoisonnement alimentaire et son second a été assassiné de nombreux coups de poêle à la tête par celle-ci après l'avoir mise enceinte parce qu'il a volontairement perforé ses préservatifs. Elle est arrêtée et échappe au procès pour cause d'aliénation mentale.
- Au début, Viviane veut jeter le bébé sur la banquise, qui est tout près du Rocher, mais la présence de nombreux touristes sur un belvédère l'empêche d'exécuter son plan.
- Viviane donne un nom au bébé : Rock.
- De retour à sa chambre, elle fait une seconde tentative pour tuer l'enfant : le faire cuire dans le four à micro-onde. Mais avant, elle teste le processus en mettant un chat à l'intérieur et réussit à tuer l'animal.
- Mylène, l'employée du motel, présente à Viviane sa jeune cousine, Éliane, qui prétend être la mère de l'enfant qui a été laissé devant sa chambre. Au lieu de leur dire la vérité, la quinquagénaire fait croire aux jeunes femmes que se sont les touristes français qui ont le bébé en leur possession.
- Sachant que la police va arriver d'une minute à l'autre, Viviane cache le petit Rock dans une boîte à bûches.
- Deux policiers de la Sûreté du Québec arrivent dans la chambre de Viviane et font des fouilles. Ils découvrent avec stupéfaction les restes du chat dans le micro-onde, croyant que ce sont ceux du bébé.
- Afin de ne pas se faire arrêter, elle s'enfuit sans être aperçue avec le poupon.
- À la conclusion du roman, Viviane emprunte les côtes et franchit les falaises pour ensuite les longer et marcher sur la banquise mais la glace finit par céder sous son poids, l'entraînant ainsi au fond de l'eau. Et Rock, qui demeure à la surface, ne fait rien pour lui sauver la vie.

## Personnages
- Viviane Montour :

De son vrai nom : Marie Antoinette Viviane Lévesque, personnage principal et narratrice du roman. âgée de 58 ans, mère de deux enfants provenant d'unions différentes et grand-mère totalement indigne. Viviane est une femme excessivement cruelle et égocentrique au caractère détestable qui est énormément de mauvaise foi face aux bébés. En raison de son lourd passé criminel, elle tentera d'éliminer l'enfant qu'elle venait de recevoir devant sa chambre de motel à Percé où elle passe ses vacances des fêtes.
- Rock :

Personnage central du roman, Rock est un nouveau-né qui a été laissé à l'abandon par sa mère le soir de Noël devant la cabane de Viviane. Âgé seulement de quelques jours, il est nommé en l'honneur du célèbre Rocher Percé et va devenir une innocente victime d'un meurtre sordide que l'infâme Viviane s'apprête à commettre dans ce roman.
- Alexandre :

28 ans, fils aîné de Viviane, marié et père de famille. Il tente sans succès de confier la garde de son enfant à sa mère au cours des vacances des fêtes. Il est l'enfant unique de son premier mariage.
- Véronique Montour-Dubois :

22 ans, fille cadette de Viviane, qui souffre de graves problèmes de toxicomanie. Elle vient d'accoucher de son premier enfant duquel Viviane ne veut pas s'approcher. Elle est l'enfant unique de son second mariage.
- Gérald « Gerry » Dubois :

Deuxième mari de Viviane, il a été sauvagement tué par cette dernière à la suite d'un aveu expliquant pourquoi elle est tombée enceinte ; il est le père de Véronique.
- Rodrigue Bujold :

Propriétaire du motel « Relais Point du jour » à Percé, il est un ancien amoureux de Viviane durant sa jeunesse.
- Mylène :

Jeune employée du motel où logeait Viviane, travaillant comme réceptionniste et barmaid.
- Éliane :

Cousine de Mylène, elle est une adolescente qui prétend être la mère biologique du bébé abandonné devant la porte de la cabane où se trouve Viviane.

## Anecdotes
- Le véhicule que conduisait le protagoniste, une Lada, est très rare au Québec, même au Canada, puisqu'il n'y a aucun concessionnaire de cette marque d'origine russe au pays. Seuls des vendeurs indépendants de voitures usagées ou des particuliers peuvent en posséder pour les revendre à prix modiques.
- Le motel « Relais Point du jour », n'existe réellement pas à Percé puisque l'endroit est considéré comme un lieu fictif dans ce roman.